# Gemenebestspelen
De Gemenebestspelen (Engels: Commonwealth Games) vormen een multisportevenement dat elke vier jaar wordt gehouden en waaraan de lidstaten van het Gemenebest van Naties mee (kunnen) doen en de tot aan een van aan hen behorende overzeese gebiedsdelen. Aan de Gemenebestspelen doen tegenwoordig zo'n 4.500 à 5.000 atleten mee, waardoor deze spelen na de Olympische Zomerspelen qua aantal deelnemers het grootste sportevenement ter wereld vormen.

## Geschiedenis
De Inter-Empire Championships (Kampioenschappen van het Rijk) die in 1911 gehouden werden ter gelegenheid van de kroning van koning George V worden beschouwd als de voorloper van de Gemenebestspelen. De eerste editie van het evenement vond in 1930 plaats. Samen met de drie daarop volgende edities werden deze als de British Empire Games (Spelen van het Britse Rijk) georganiseerd. Voor de vier volgende edities (1954-1966) werd de naam gewijzigd in de British Empire and Commonwealth Games (Spelen van het Britse Rijk en het Gemenebest) veranderd,  en de edities van 1970 en 1974 werden onder de naam British Commonwealth Games (Britse Gemenebestspelen) georganiseerd. Sedert 1978 wordt de huidige naam gebezigd.

## Edities
| No.   | Jaar | Gaststad     | Land          | Lnd | Dln  |
| ----- | ---- | ------------ | ------------- | --- | ---- |
| I     | 1930 | Hamilton     | Canada        | 11  | 400  |
| II    | 1934 | Londen       | Engeland      | 16  | 500  |
| III   | 1938 | Sydney       | Australië     | 15  | 464  |
| IV    | 1950 | Auckland     | Nieuw-Zeeland | 12  | 590  |
| V     | 1954 | Vancouver    | Canada        | 24  | 662  |
| VI    | 1958 | Cardiff      | Wales         | 35  | 1122 |
| VII   | 1962 | Perth        | Australië     | 35  | 863  |
| VIII  | 1966 | Kingston     | Jamaica       | 34  | 1316 |
| IX    | 1970 | Edinburgh    | Schotland     | 42  | 1744 |
| X     | 1974 | Christchurch | Nieuw-Zeeland | 38  | 1276 |
| XI    | 1978 | Edmonton     | Canada        | 46  | 1474 |
| XII   | 1982 | Brisbane     | Australië     | 46  | 1583 |
| XIII  | 1986 | Edinburgh    | Schotland     | 27  | 1662 |
| XIV   | 1990 | Auckland     | Nieuw-Zeeland | 55  | 2073 |
| XV    | 1994 | Victoria     | Canada        | 63  | 2557 |
| XVI   | 1998 | Kuala Lumpur | Maleisië      | 70  | 3638 |
| XVII  | 2002 | Manchester   | Engeland      | 72  | 3679 |
| XVIII | 2006 | Melbourne    | Australië     | 71  | 4500 |
| XIX   | 2010 | Delhi        | India         | 71  | 6081 |
| XX    | 2014 | Glasgow      | Schotland     | 71  | 4947 |
| XXI   | 2018 | Gold Coast   | Australië     | 71  | 4426 |
| XXII  | 2022 | Birmingham   | Engeland      | 72  | 5054 |
| XXIII | 2026 | Glasgow      | Schotland     |     |      |

## Deelnemende teams

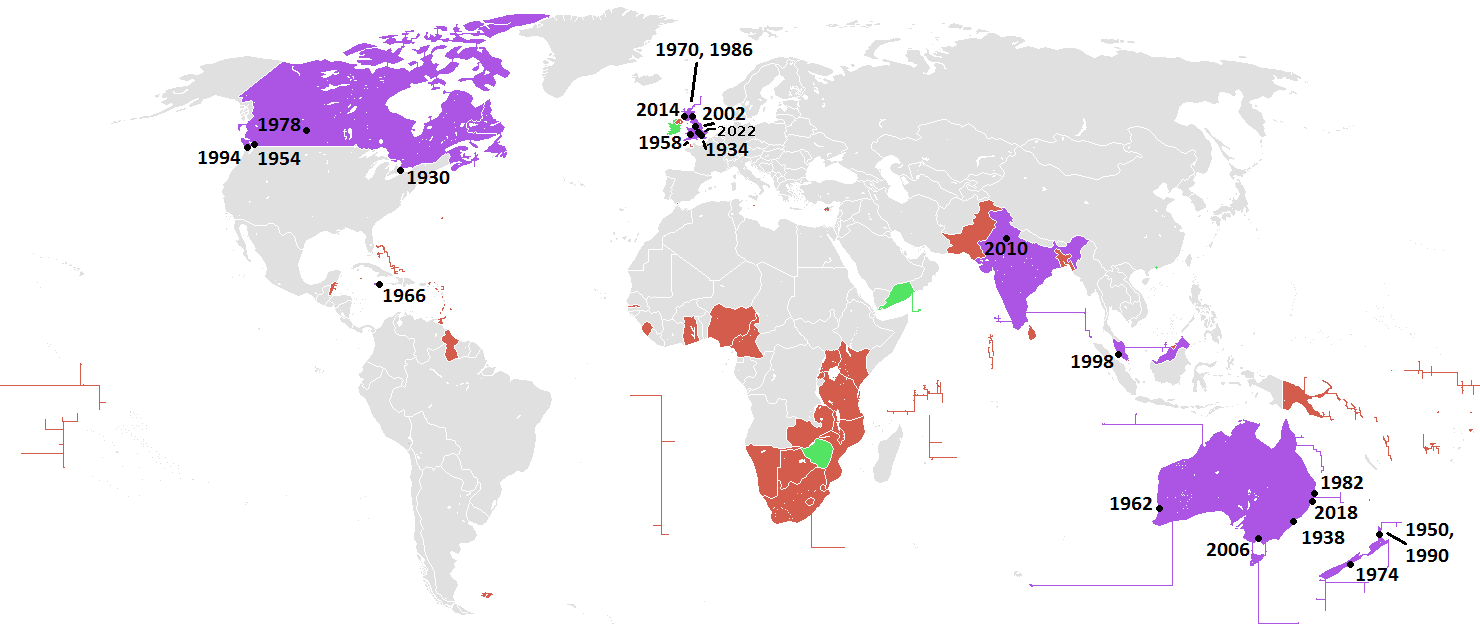
Paars: organiserende landen, rood: huidige deelnemers, groen: voormalige deelnemers

Momenteel zijn 72 teams gerechtigd om deel te nemen. Dit zijn de 54 onafhankelijke landen die lid zijn van het Gemenebest, waarbij de vier thuislanden Engeland, Noord-Ierland, Schotland en Wales van het moederland het Verenigd Koninkrijk ieder deelnemen met een eigen team, evenals de Britse kroongebieden Guernsey, Jersey en Man. Daarnaast nemen nog twaalf overzeese gebiedsdelen van een van de lidstaten deel. Zes landen hebben aan alle edities van de Gemenebestspelen deelgenomen; dit zijn Australië, Canada, Engeland, Nieuw-Zeeland, Schotland en Wales. Noord-Ierland ontbrak alleen in 1950.
Voormalige deelnemers

## Sporten
De sporten die op de Gemenebestspelen beoefend worden, zijn deels een aantal olympische sporten, deels ook sporten die voornamelijk in de 72 Gemenebestlanden gespeeld worden, zoals bowls en netbal.
Volgens de huidige regels moeten tien sporten verplicht op het programma worden geplaatst door het organiserend land; dit zijn atletiek, badminton, boksen (alleen voor mannen), bowls, gewichtheffen, hockey, netball (alleen voor vrouwen), rugby sevens (alleen voor mannen), squash en de zwemsportdiscipline baanzwemmen.
Daarnaast mag het programma aangevuld worden met maximaal zeven sporten. Hiervoor kan (momenteel) gekozen worden uit 16 sporten; basketbal, boogschieten, bowlen, gymnastiek (ritmische gymnastiek en turnen), judo, kanovaren, roeien, schietsport, softbal, taekwondo, tafeltennis, tennis, triatlon, wielersport, worstelen, zeilen alsmede de zwemsportdisciplines schoonspringen en synchroonzwemmen. Het maximaal aantal te organiseren teamsporten is op vier vast gesteld.
Sinds de Gemenebestspelen 2002 worden er in samenwerking met het Internationaal Paralympisch Comité enkele wedstrijden georganiseerd voor sporters met een handicap. De organisatie is verplicht om evenementen in de vier sporttakken atletiek, gewichtheffen, tafeltennis en zwemmen in het programma op te nemen. Daarnaast mogen er drie sporten aan worden toegevoegd. Het aantal evenementen mag hierbij maximaal 15 zijn.